# Шерашево
Шера́шево (чув. Шураҫ) — деревня в Аликовском муниципальном округе Чувашской Республики. Входила в состав Таутовского сельского поселения до его упразднения в 2022 году.

## Название
В XVIII—XX веках Шерашево называлось Шурась — по-русски, Шураς — по-чувашски. Сейчас она называетсья Шерашево (Шураς).

## География
Шерашево расположено западнее административного центра Аликовского района на 11 км. Южнее деревни — смешанный лес. Рядом с деревней проходят автомобильная дорога Чебоксары-Аликово-Раскильдино.
Климат
Климат умеренно континентальный с продолжительной холодной зимой и тёплым летом. Средняя температура января −12,9 °C, июля 18,3 °C, абсолютный минимум достигал −44 °C, абсолютный максимум 37 °C. За год в среднем выпадает до 552 мм осадков.

## История
Деревня впервые была упомянута в 1794 году. В 1794—1795 году была первая перипись населения, 13 домов, 61 мужчин, 73 женщины. Но нельзя говорить что д. Шерашево была создана тогда в 1794 году, она была довольно раньше.
С 1 ноября 1927 года деревня в составе Аликовского района.
20 декабря 1962 года включена в Вурнарский район.
С 14 марта 1965 года — снова в Аликовском районе.

## Население
| 2010 | 2012 |
| ---- | ---- |
| 210  | ↗264 |

## Инфраструктура
Улицы: — Советская, Зелёная, Молодёжная, в деревне есть магазин, сельский клуб.

## Связь и средства массовой информации
- Связь: ОАО «Волгателеком», Би Лайн, МТС, Мегафон. Развит интернет ADSL технологии.
- Газеты и журналы: Аликовская районная газета «Пурнăç çулĕпе»-«По жизненному пути» Языки публикаций: Чувашский, Русский.
- Телевидение:Население использует эфирное и спутниковое телевидение. Эфирное телевидение позволяет принимать национальный канал на чувашском и русском языках.

## Люди, связанные с Шерашево
- Лемм (Алексеева) Елизавета Алексеевна — Заслуженный учитель Чувашской республики.
- Николаева Мария Николаевна — чувашская писательница, драматург.
- Маргарита Михайловна Ильина — чувашская писательница, поэт.
- Николай Сергеевич Комиссаров — Заслуженный строитель Чувашской Республики.
- Герасимов Владимир Данилович — Заслуженный работник сферы обслуживания населения Чувашской Республики.